# 떠나가는 왼손잡이
"떠나가는 왼손잡이"는 1969년 공개된 대한민국의 영화이다.

## 배역
- 김희라
- 문희
- 장동휘
- 권오상
- 이기홍
- 최재호
- 김왕국
- 임해림
- 김기범
- 황백
- 최병철
- 최창호
- 김립
- 황인철
- 독고성
- 이향
- 사미자